# Mosterøy
Mosterøy is een eiland in de Noorse provincie Rogaland. Sinds 2020 maakt het deel uit van de gemeente Stavanger, eerder, tussen 1884 en 1965 was het een zelfstandige gemeente. Na 1965 was het een van de eilanden van de gemeente Rennesøy, die in 2020 opging in Stavanger.
Op het eiland staat het klooster Utstein, het enige middeleeuwse klooster dat in Noorwegen grotendeels bewaard is gebleven. Het klooster heeft een eigen kloosterkerk. Daarnaast staat in het dorpje Askje de parochiekerk van het eiland. Het eenvoudige bouwwerk dateert uit 1846.

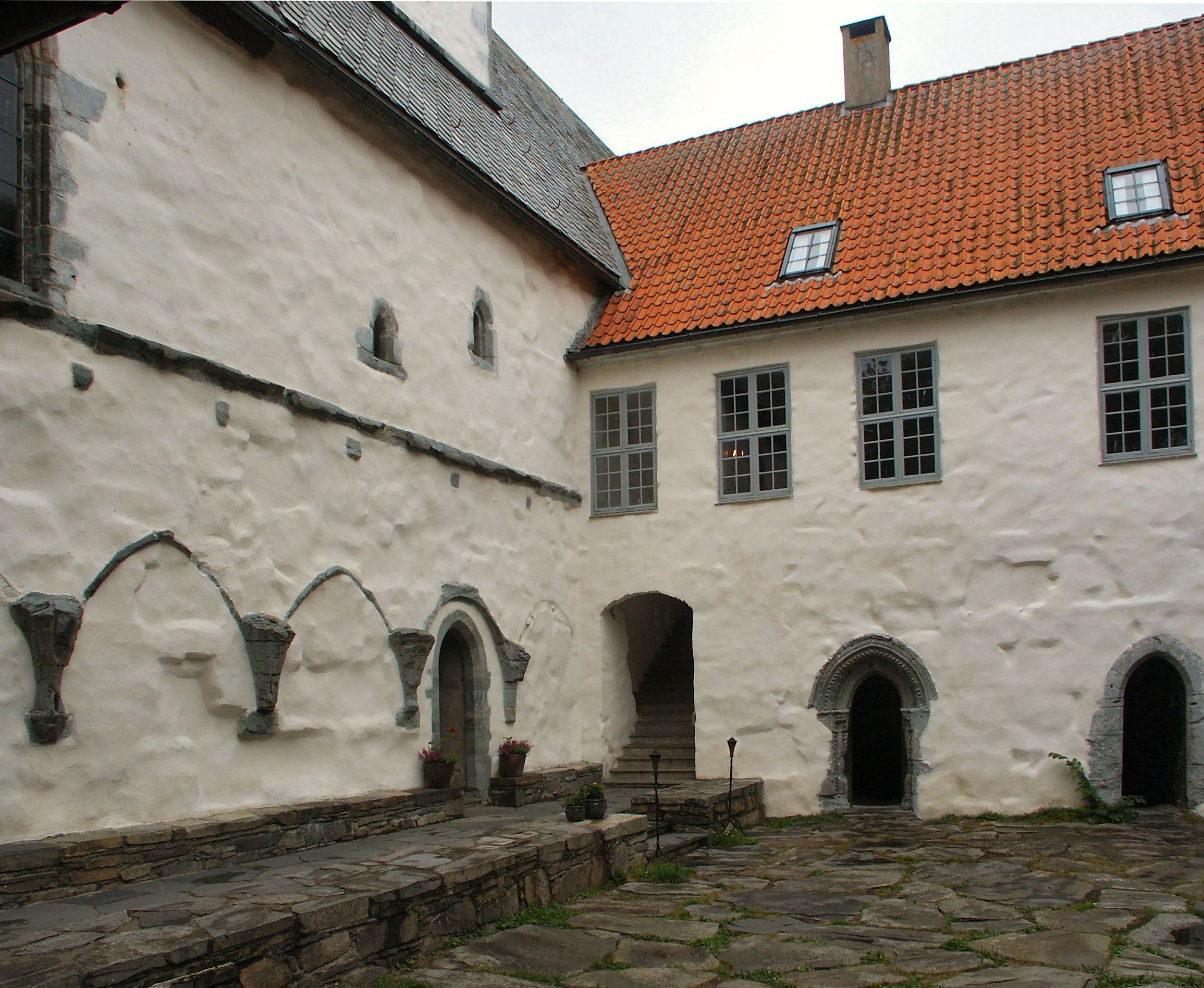
Klooster
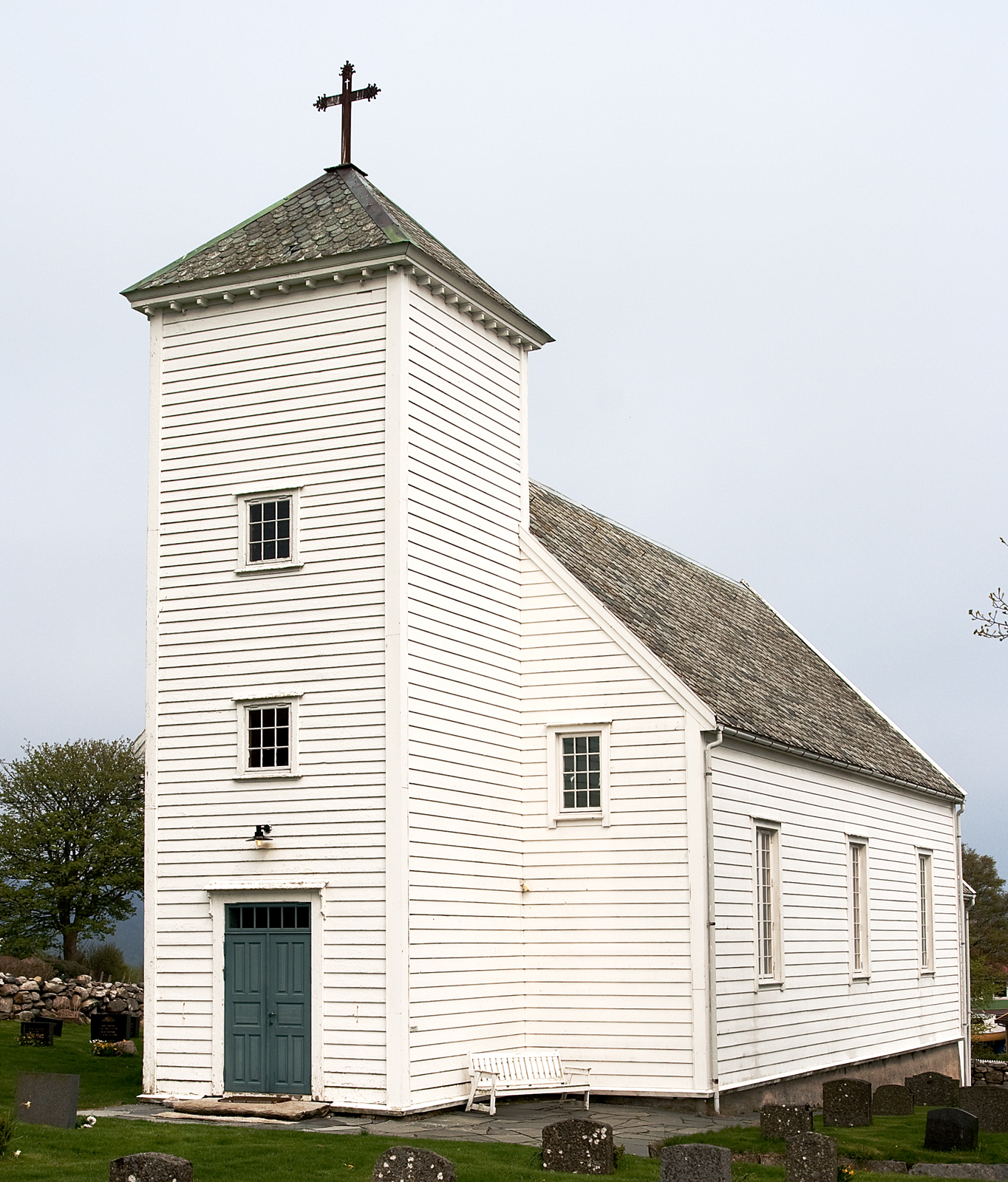
parochiekerk in Askje
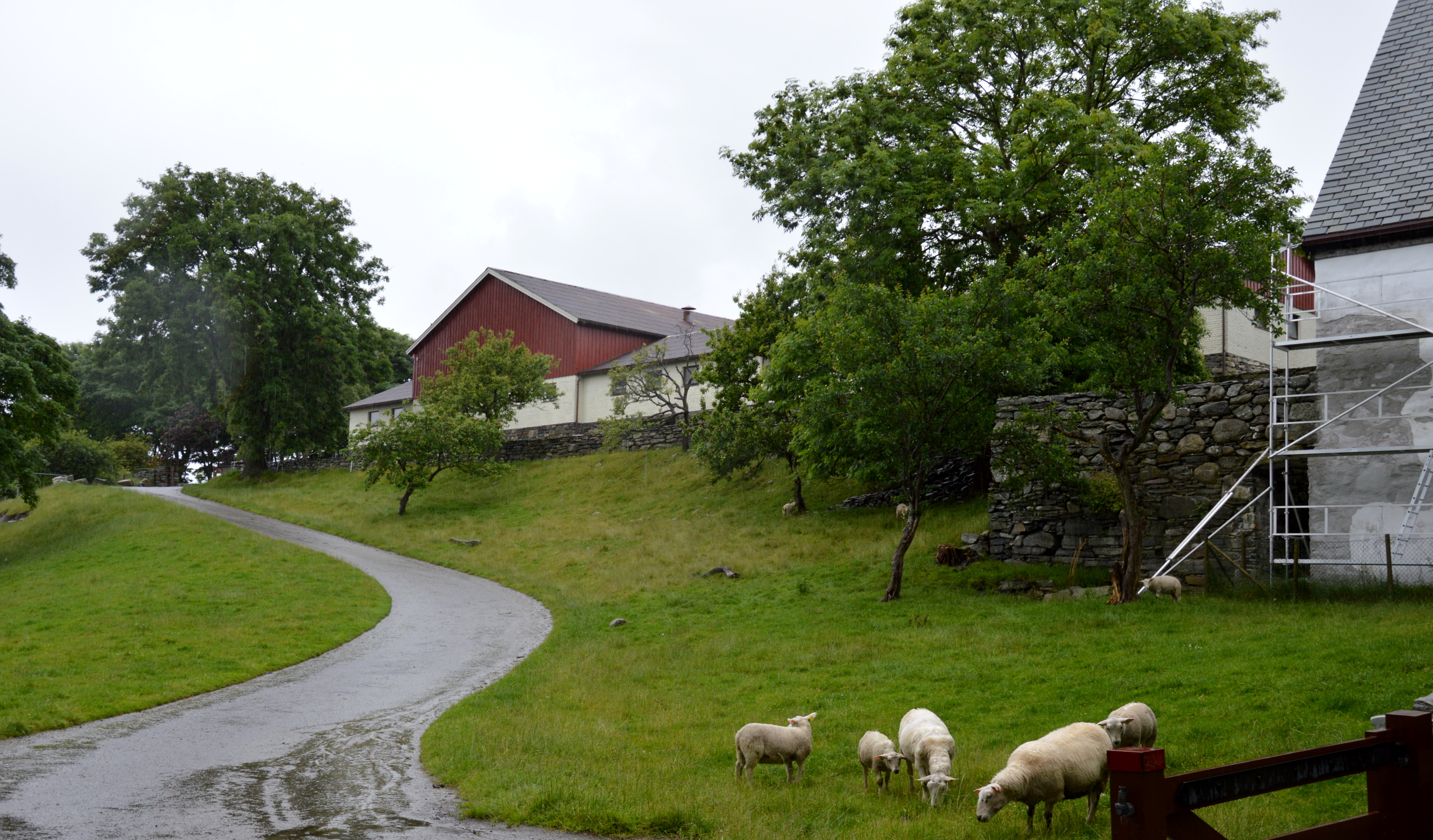
Klooster